# Куприяновка (Амурская область)
Куприя́новка — село в Завитинском районе Амурской области России. Административный центр Куприяновского сельсовета.

## География
Село Куприяновка расположено в 20 км к югу от районного центра г. Завитинск, на автодороге областного значения Завитинск — Преображеновка — Фёдоровка — Подоловка.
Западнее села проходит линия ЗабЖД Завитая (Завитинск) — Поярково.
Из окрестностей села Куприяновка на запад идёт дорога к селу Демьяновка; на восток — к селу Антоновка и к городу Райчихинск.

## Население
| 2002 | 2010 | 2012 | 2013 | 2014 | 2015 | 2016 |
| ---- | ---- | ---- | ---- | ---- | ---- | ---- |
| 448  | ↘382 | ↘370 | ↘368 | ↘355 | ↘348 | ↘346 |
| 2017 | 2018 |      |      |      |      |      |
| ↘344 | ↘334 |      |      |      |      |      |

## Улицы
| - ул. Б. Хмельницкого, - ул. Комсомольская, - ул. Луговая, - ул. Молодёжная, | - ул. Новая, - ул. Октябрьская, - ул. Партизанская, - ул. Садовая, | - ул. Северная, - ул. Советская, - ул. Школьная. |

## Экономика
Сельскохозяйственные предприятия Завитинского района.